# 天主教費城總教區
天主教費城總教區（拉丁語：Archidioecesis Philadelphiensis）是羅馬天主教會以美國東部費城為中心的一個教省總教區，也是該國三十二個總教區之一。此總教區下轄六個教區。
總教區管轄範圍包括賓夕法尼亞州東南部五縣。2004年有1,486,058名教友，二百七十九個堂區、1,078名司鐸。現任總主教為納爾遜·若蘇厄·佩雷斯，輔理主教為弟茂德·C·辛耶爾、若望·J·麥金泰厄、彌額爾·J·菲茨杰拉德和愛德華·M·德利門，榮休總主教為猶斯定·方濟各·里加利樞機和嘉祿·J·查普特，榮休輔理主教為羅勃·P·馬金尼斯。主教座堂為聖伯多祿聖保祿聖殿主教座堂。
公開彌撒於1707年首次舉行。費城教區於1808年4月8日成立，1875年升格為總教區。